# Penobscot (Maine)
Penobscot – miasto w Stanach Zjednoczonych, w stanie Maine, w hrabstwie Hancock.